# Straßen in Flammen
Straßen in Flammen ist ein 1984 veröffentlichter Actionfilm von Walter Hill, in dem Michael Paré, Willem Dafoe, Diane Lane und Amy Madigan die Hauptrollen spielen.

## Handlung
Die Geschichte spielt in einer nicht näher bestimmten Zeit, in der zwar das Ambiente und die Kleidung, Autos etc. auf die USA etwa Mitte der 1950er Jahre schließen lassen, die Musik und Videoclips im Farbfernsehen aber eher in die 1980er Jahre passen.
Bei einem umjubelten Benefiz-Auftritt wird eines Abends die Rocksängerin Ellen Aim von der Bühne durch den Bandenführer Raven und seine Männer, die „Bomber“, entführt. Reva bittet ihren Bruder Tom, nach Hause zu kommen, damit er Ellen aus den Händen der Entführer befreit. Tom will Geld dafür, obwohl Ellen einmal seine Freundin und große Liebe war. Mit Ellens Manager Billy Fish handelt er eine Summe von 10.000 US-Dollar für die Befreiung von Ellen aus. Obwohl es Billy zuwider ist und er froh ist, aus dem Schlammloch die Battery herausgekommen zu sein, muss er Tom unterstützen, weil er sich dort auskennt. Die Ex-Soldatin McCoy (Zitat: „Ich heiße McCoy. Ich bin Soldat. Das war ich jedenfalls bis vor einem Jahr. Dann sind mir die Kriege ausgegangen.“), die Tom in der Kneipe „Black Hawk“ kennengelernt hat, hilft ihm dabei, weil auch sie Geld braucht.
Zu dritt brechen sie in die Battery auf, befreien Ellen, müssen aber untertauchen, weil die Aktion viel Staub aufgewirbelt hat. Auf ihrer Flucht vor den Bombern und der Polizei streifen sie durch ein Rotlichtviertel, nehmen den Bus der Sorrels an sich und setzen ihre Reise fort. Ein Fan von Ellen begleitet die mittlerweile auf acht Köpfe angestiegene Gruppe.
Am nächsten Morgen erreichen sie Richmond. Raven Shaddock, der sich in seinem Stolz verletzt sieht, fordert Tom zu einem Zweikampf. Diesen will aber die örtliche Polizei verhindern und Raven festnehmen. Darauf vorbereitet ruft Raven per Presslufthupe seine Gang, die sich nun in der Überzahl gegenüber der machtlosen Polizei befindet. Da die „Bomber“ die Stadt zugemacht haben, kann Cody nicht weg und tritt gegen Raven an.
Es kommt zum Showdown. Tom siegt im Zweikampf über Shaddock und die Einwohner von Richmond schließen sich zusammen, um den Bombern nach der Niederlage friedlich, aber dennoch bestimmt, mit auf sie gerichteten Waffen den Weg aus der Stadt zu weisen.
Am Ende gibt Ellen zusammen mit den Sorrels ein letztes Konzert in Richmond. Tom, der sie nicht des Geldes wegen gerettet und seinen Anteil nicht angenommen hatte, verlässt sie abermals, da er zwar verrückt nach ihr ist, aber weiß, dass es nicht gut gehen würde.
Zusammen mit McCoy verlässt er die Stadt.

## Der Film
Straßen in Flammen erregte damals viel Aufsehen, weil er eine spektakuläre Mischung aus Roadmovie, Actionfilm und Musikfilm ist. Die Musik ist hier nicht nur einfaches Hintergrundgeräusch, sondern steht als gleichberechtigter Faktor neben der Handlung und den Schauspielern. Zwei Songs – „Nowhere Fast“ und „Tonight Is What It Means To Be Young“ – wurden von Jim Steinman komponiert, der im selben Stil zuvor bereits für Meat Loaf komponiert hatte.
Daneben arbeitet Walter Hill versiert mit zahlreichen Versatzstücken des Western, die er in eine apokalyptisch anmutende, im Zerfall begriffene Zeit transponiert hat. Etwa die Figur des kühl kalkulierenden Rächers, der einsam in die Stadt einzieht, oder die des klischeehaft üblen Gang-Anführers, mit seiner außerhalb des Gesetzes operierenden Bande, der zum Schluss in einem Showdown (ein Zweikampf mit Vorschlaghämmern) gegen den Helden antritt. Das perfekt inszenierte Zusammenspiel dieser einzelnen Faktoren, zusammen mit den einprägsamen Schauspielerleistungen, haben dem Film schnell zu Kultstatus verholfen.
Darüber hinaus war Straßen in Flammen der erste Film, der mit einem völlig neuartigen Filmmaterial mit sehr hoher Lichtempfindlichkeit gedreht wurde, wodurch Nachtaufnahmen fast völlig ohne zusätzliches Kunstlicht gedreht werden konnten, weil Straßenlaternen, Neonreklamen, Feuerschein usw. die Szenen ausreichend erhellten. Im Lexikon des internationalen Films wird Straßen in Flammen deshalb bezeichnet als „filmhistorisch bedeutsam, wegen der Einführung eines neuartigen Negativfilms, der als Innovation für Studiofilme einen direkten Einfluss auf deren Bildästhetik hat“.
Der kommerzielle Erfolg blieb dennoch aus. Die Einnahmen in den USA beliefen sich auf circa acht Millionen Dollar, bei Produktionskosten von 14,5 Millionen Dollar. Zeitungen bezeichneten ihn als „frauenfeindlich“ und „plump“, „geschmacklos“ (crude; New York Times), die Hauptdarsteller seien ein Reinfall (Washington Post) und es fehle die Story (The Globe and Mail). Eine beabsichtigte Fortsetzung wurde daher damals nicht weiter verfolgt. Heute gilt der Film als weitgehend rehabilitiert und genießt bei einer größeren Fangemeinde Kultstatus.

## Soundtrack
1. Fire Inc. – Nowhere Fast 6:02
2. Marilyn Martin – Sorcerer 5:06 (Stevie Nicks)
3. The Fixx – Deeper and Deeper 3:45
4. Greg Phillinganes – Countdown to Love 3:00
5. The Blasters – One Bad Stud 2:28
6. Fire Inc. – Tonight Is What It Means To Be Young 6:58
7. Maria McKee – Never Be You 4:06
8. Dan Hartman – I Can Dream About You 4:07
9. Ry Cooder – Hold That Snake 2:36
10. The Blasters – Blue Shadows 3:17

## Deutsche Fassungen
Der Film ist in Deutschland auf einer Videokassette von CIC und auf einer DVD von Universal erschienen. Die Kassette wurde in zwei verschiedenen Auflagen veröffentlicht, von denen die Erstauflage als so genannte ungeprüfte Fassung erschien, die Zweitauflage jedoch zusätzlich auch das Signet einer FSK-18-Version trägt. Die DVD ist ebenfalls FSK-18-geprüft. Nach einer Neueinstufung der FSK wurde eine weitere DVD veröffentlicht, diese trägt die neue Freigabe (FSK 16). Alle vier Fassungen sind ungekürzt.
Seit November 2013 ist der Film auch erstmals in Deutschland in HD-Qualität als Blu-Ray von Universal verfügbar. Zuvor gab es nur eine HD-DVD für den amerikanischen Markt.

## Auszeichnungen
Diane Lane wurde 1985 für ihre Rolle als Ellen Aim als „schlimmste Nebenrolle“ für die Goldene Himbeere nominiert. Amy Madigan erhielt 1984 beim Sitges Festival für ihre Rolle als McCoy die Auszeichnung Beste Schauspielerin. (IMDb)

## Fortsetzung
2008 drehte Albert Pyun mit dem Film Road to Hell eine inoffizielle Fortsetzung von Straßen in Flammen. Michael Paré und Deborah Van Valkenburgh setzten in dem Film ihre Rolle aus dem Erstling fort.